# Aimericus Picaudus
Aimericus Picaudus, französisch: Aimeric Picaud, war laut einem Papst Innozenz II. zugeschriebenen Brief der Überbringer des Codex Calixtinus nach Santiago de Compostela.
Der Brief ist Teil des Liber Sancti Jacobi, des einzigen Dokuments, das über Picaud berichtet. Neben den Informationen über seinen Priesterstand, seine Heimat, den Ort Parthenay im französischen Poitou, eine Tätigkeit als Kaplan in Vézelay und seine Begleiterin Geberga bei der Übergabe des Buches wird seine Autorschaft für einen darin enthaltenen Hymnus erwähnt. Geht man von der Richtigkeit dieser Angaben aus, hat Picaud jedenfalls in der ersten Hälfte des 12. Jahrhunderts gelebt, da Innozenz II. 1130 Papst wurde und 1143 starb. Zu einem früheren bzw. späteren Zeitpunkt hätte es seinem Brief an Authentizität gemangelt und aus dem Jahr 1173 ist eine partielle Abschrift des Codex Calixtinus durch einen katalanischen Mönch bekannt, die Handschrift muss also zu dieser Zeit schon in Santiago gewesen sein.
Picaud wird oft als Verfasser oder zumindest Kompilator des Codex Calixtinus angesehen. Indizien dafür sind die positive Beschreibung der Einwohner der Poitou – bei gleichzeitiger Minderachtung anderer Länder und ihrer Einwohner, insbesondere Navarras und der Navarreser – und die für die Abfassung eines solchen Textes notwendige Fachkenntnis, die auf einen Kleriker schließen lässt.